# 帕利亚诺
帕利亚诺（義大利語：Paliano），是意大利弗罗西诺内省的一个市镇。总面积70.11平方公里，人口8287人，人口密度118.2人/平方公里（2009年）。ISTAT代码为060046。